# Volumen de una n-bola

Gráficos de volúmenes (V) y de áreas de la superficie (S) de n-bolas de radio 1. Desplazar el cursor en el archivo SVG sobre un punto para resaltarlo y obtener su valor

En geometría, una bola es una región en el espacio que comprende todos los puntos dentro de una distancia fija desde un punto dado; es decir, es la región encerrada por una esfera o hiperesfera. Una n-bola, como su nombre indica, es una región esférica n-dimensional definida en el espacio euclídeo. El volumen de una n-bola unidad es una expresión importante, que generaliza la noción del volumen encerrado por una esfera en un espacio tridimensional.

## Fórmulas

### Volumen
El volumen tridimensional n de una bola euclidiana de radio R en el espacio euclidiano de dimensión n es:
{\displaystyle V_{n}(R)={\frac {\pi ^{\frac {n}{2}}}{\Gamma \left({\frac {n}{2}}+1\right)}}R^{n},}
donde Γ es la función gamma definida por Leonhard Euler. La función gamma extiende la función factorial a argumentos no enteros. Satisface Γ(n) = (n − 1)! si n es un número entero positivo y Γ(n + 12) = (n − 12) · (n − 32) · … · 12 · π1/2 si n es un número entero no negativo.

### Formas alternativas
El uso de fórmulas explícitas para valores particulares de la funcción gamma en los enteros y medios enteros proporciona fórmulas para el volumen de una bola euclidiana que no requieren una evaluación de la función gamma. Estos son:
{\displaystyle {\begin{aligned}V_{2k}(R)&={\frac {\pi ^{k}}{k!}}R^{2k},\\V_{2k+1}(R)&={\frac {2^{k+1}\pi ^{k}}{(2k+1)!!}}R^{2k+1}={\frac {2(k!)(4\pi )^{k}}{(2k+1)!}}R^{2k+1}.\end{aligned}}}
En la fórmula para volúmenes de dimensiones impares, el doble factorial (2k + 1)!! se define para enteros impares 2k + 1 como (2k + 1)!! = 1 · 3 · 5 · … · (2k − 1) · (2k + 1).
En lugar de expresar el volumen V de la bola en términos de su radio R, la fórmula puede ser invertida para expresar el radio en función del volumen:
{\displaystyle R_{n}(V)={\frac {\Gamma \left({\frac {n}{2}}+1\right)^{\frac {1}{n}}}{\sqrt {\pi }}}V^{\frac {1}{n}}.}
Esta fórmula también se puede separar en casos de dimensiones pares e impares utilizando factoriales y factoriales dobles en lugar de la función gamma:
{\displaystyle {\begin{aligned}R_{2k}(V)&={\frac {(k!V)^{\frac {1}{2k}}}{\sqrt {\pi }}},\\R_{2k+1}(V)&=\left({\frac {(2k+1)!!V}{2^{k+1}\pi ^{k}}}\right)^{\frac {1}{2k+1}}.\end{aligned}}}

### Recursiones
El volumen satisface varias fórmulas recursivas. Estas fórmulas se pueden probar directamente o como consecuencia de la fórmula de volumen general anterior. La más simple de establecer es una fórmula para el volumen de una n-bola en términos del volumen de una (n − 2)-bola del mismo radio:
{\displaystyle V_{n}(R)={\frac {2\pi R^{2}}{n}}V_{n-2}(R).}
También hay una fórmula para el volumen de una n-bola en términos del volumen de una (n − 1)-bola del mismo radio:
{\displaystyle V_{n}(R)=R{\sqrt {\pi }}{\frac {\Gamma \left({\frac {n+1}{2}}\right)}{\Gamma \left({\frac {n}{2}}+1\right)}}V_{n-1}(R).}
El uso de fórmulas explícitas para la función gamma nuevamente muestra que la fórmula de recursión unidimensional también se puede escribir como:
{\displaystyle {\begin{aligned}V_{2k}(R)&=R\pi {\frac {(2k-1)!!}{2^{k}k!}}V_{2k-1}(R)=R\pi {\frac {(2k-1)(2k-3)\cdots 5\cdot 3\cdot 1}{(2k)(2k-2)\cdots 6\cdot 4\cdot 2}}V_{2k-1}(R),\\[10px]V_{2k+1}(R)&=2R{\frac {2^{k}k!}{(2k+1)!!}}V_{2k}(R)=2R{\frac {(2k)(2k-2)\cdots 6\cdot 4\cdot 2}{(2k+1)(2k-1)\cdots 5\cdot 3\cdot 1}}V_{2k}(R).\end{aligned}}}
El radio de una n-bola de volumen V puede expresarse recursivamente en términos del radio de una (n − 1)-bola o una (n − 2)-bola. Estas fórmulas pueden derivarse de la fórmula explícita para Rn(V) anterior.
{\displaystyle {\begin{aligned}R_{n}(V)&={\frac {\Gamma ({\frac {n}{2}}+1)^{1/n}}{\Gamma ({\frac {n-1}{2}}+1)^{1/(n-1)}}}V^{-1/(n(n-1))}R_{n-1}(V),\\R_{n}(V)&=\left({\frac {n}{2}}\right)^{1/n}\left(V\cdot \Gamma \left({\frac {n}{2}}\right)\right)^{-2/(n(n-2))}R_{n-2}(V).\end{aligned}}}
El uso de fórmulas explícitas para la función gamma muestra que la fórmula de recursión unidimensional es equivalente a
{\displaystyle {\begin{aligned}R_{2k}(V)&={\frac {(2^{k}k!)^{1/(2k)}}{(2k-1)!!^{1/(2k-1)}}}\left({\frac {2}{\pi }}\right)^{1/(4k-2)}V^{-1/(2k(2k-1))}R_{2k-1}(V)\\&={\frac {{\big (}(2k)(2k-2)\cdots 6\cdot 4\cdot 2{\big )}^{1/(2k)}}{{\big (}(2k-1)(2k-3)\cdots 5\cdot 3\cdot 1{\big )}^{1/(2k-1)}}}\left({\frac {2}{\pi }}\right)^{1/(4k-2)}V^{-1/(2k(2k-1))}R_{2k-1}(V),\\R_{2k+1}(V)&={\frac {(2k+1)!!^{1/(2k+1)}}{(2^{k}k!)^{1/(2k)}}}\left({\frac {\pi }{2}}\right)^{1/(4k+2)}V^{-1/((2k+1)2k)}R_{2k}(V)\\&={\frac {{\big (}(2k+1)(2k-1)\cdots 5\cdot 3\cdot 1{\big )}^{1/(2k+1)}}{{\big (}(2k)(2k-2)\cdots 6\cdot 4\cdot 2{\big )}^{1/(2k)}}}\left({\frac {\pi }{2}}\right)^{1/(4k+2)}V^{-1/((2k+1)2k)}R_{2k}(V),\\\end{aligned}}}
y que la fórmula de recursión en dos dimensiones es equivalente a
{\displaystyle {\begin{aligned}R_{2k}(V)&=k^{1/(2k)}(V\cdot (k-1)!)^{-1/(2(k-1)k)}R_{2k-2}(V)\\&=k^{1/(2k)}(V\cdot (k-1)\cdot (k-2)\cdots 3\cdot 2\cdot 1)^{-1/(2(k-1)k)}R_{2k-2}(V),\\R_{2k+1}(V)&=(2k+1)^{1/(2k+1)}\left(V\cdot (2k-1)!!{\sqrt {\frac {\pi }{2}}}\right)^{-2/(4k^{2}-1)}R_{2k-1}(V)\\&=(2k+1)^{1/(2k+1)}\left(V\cdot (2k-1)(2k-3)\cdots 5\cdot 3\cdot 1{\sqrt {\frac {\pi }{2}}}\right)^{-2/(4k^{2}-1)}R_{2k-1}(V).\end{aligned}}}
Definiendo una relación de recurrencia
{\displaystyle f_{n}\doteq 2f_{n-2}/n}
donde {\displaystyle f_{0}\doteq 1} y {\displaystyle f_{1}\doteq 2} se pueden expresar los volúmenes y superficies de las {\displaystyle n}-bolas como
{\displaystyle V_{n}(R)=\pi ^{\lfloor n/2\rfloor }f_{n}R^{n}}
{\displaystyle S_{n}(R)=n\pi ^{\lfloor n/2\rfloor }f_{n}R^{n-1}}
{\displaystyle n=5} es el último {\displaystyle n} impar donde {\displaystyle f_{n}>f_{n-1}}.

### Dimensiones bajas
En dimensiones bajas, estas fórmulas de volumen y radio se simplifican de la forma siguiente:
| Dimensión | Volumen de una bola de radio R                                                 | Radio de una bola de volumen V                                                                                    |
| --------- | ------------------------------------------------------------------------------ | --- |
| 0         | {\displaystyle 1}                                                              | (all 0-balls have volume 1)                                                                                       |
| 1         | {\displaystyle 2R}                                                             | {\displaystyle {\frac {V}{2}}=0.5\times V}                                                                        |
| 2         | {\displaystyle \pi R^{2}\approx 3.142\times R^{2}}                             | {\displaystyle {\frac {V^{\frac {1}{2}}}{\sqrt {\pi }}}\approx 0.564\times V^{\frac {1}{2}}}                      |
| 3         | {\displaystyle {\frac {4\pi }{3}}R^{3}\approx 4.189\times R^{3}}               | {\displaystyle \left({\frac {3V}{4\pi }}\right)^{\frac {1}{3}}\approx 0.620\times V^{\frac {1}{3}}}               |
| 4         | {\displaystyle {\frac {\pi ^{2}}{2}}R^{4}\approx 4.935\times R^{4}}            | {\displaystyle {\frac {(2V)^{\frac {1}{4}}}{\sqrt {\pi }}}\approx 0.671\times V^{\frac {1}{4}}}                   |
| 5         | {\displaystyle {\frac {8\pi ^{2}}{15}}R^{5}\approx 5.264\times R^{5}}          | {\displaystyle \left({\frac {15V}{8\pi ^{2}}}\right)^{\frac {1}{5}}\approx 0.717\times V^{\frac {1}{5}}}          |
| 6         | {\displaystyle {\frac {\pi ^{3}}{6}}R^{6}\approx 5.168\times R^{6}}            | {\displaystyle {\frac {(6V)^{\frac {1}{6}}}{\sqrt {\pi }}}\approx 0.761\times V^{\frac {1}{6}}}                   |
| 7         | {\displaystyle {\frac {16\pi ^{3}}{105}}R^{7}\approx 4.725\times R^{7}}        | {\displaystyle \left({\frac {105V}{16\pi ^{3}}}\right)^{\frac {1}{7}}\approx 0.801\times V^{\frac {1}{7}}}        |
| 8         | {\displaystyle {\frac {\pi ^{4}}{24}}R^{8}\approx 4.059\times R^{8}}           | {\displaystyle {\frac {(24V)^{\frac {1}{8}}}{\sqrt {\pi }}}\approx 0.839\times V^{\frac {1}{8}}}                  |
| 9         | {\displaystyle {\frac {32\pi ^{4}}{945}}R^{9}\approx 3.299\times R^{9}}        | {\displaystyle \left({\frac {945V}{32\pi ^{4}}}\right)^{\frac {1}{9}}\approx 0.876\times V^{\frac {1}{9}}}        |
| 10        | {\displaystyle {\frac {\pi ^{5}}{120}}R^{10}\approx 2.550\times R^{10}}        | {\displaystyle {\frac {(120V)^{\frac {1}{10}}}{\sqrt {\pi }}}\approx 0.911\times V^{\frac {1}{10}}}               |
| 11        | {\displaystyle {\frac {64\pi ^{5}}{10395}}R^{11}\approx 1.884\times R^{11}}    | {\displaystyle \left({\frac {10395V}{64\pi ^{5}}}\right)^{\frac {1}{11}}\approx 0.944\times V^{\frac {1}{11}}}    |
| 12        | {\displaystyle {\frac {\pi ^{6}}{720}}R^{12}\approx 1.335\times R^{12}}        | {\displaystyle {\frac {(720V)^{\frac {1}{12}}}{\sqrt {\pi }}}\approx 0.976\times V^{\frac {1}{12}}}               |
| 13        | {\displaystyle {\frac {128\pi ^{6}}{135135}}R^{13}\approx 0.911\times R^{13}}  | {\displaystyle \left({\frac {135135V}{128\pi ^{6}}}\right)^{\frac {1}{13}}\approx 1.007\times V^{\frac {1}{13}}}  |
| 14        | {\displaystyle {\frac {\pi ^{7}}{5040}}R^{14}\approx 0.599\times R^{14}}       | {\displaystyle {\frac {(5040V)^{\frac {1}{14}}}{\sqrt {\pi }}}\approx 1.037\times V^{\frac {1}{14}}}              |
| 15        | {\displaystyle {\frac {256\pi ^{7}}{2027025}}R^{15}\approx 0.381\times R^{15}} | {\displaystyle \left({\frac {2027025V}{256\pi ^{7}}}\right)^{\frac {1}{15}}\approx 1.066\times V^{\frac {1}{15}}} |
| n         | Vn(R)                                                                          | Rn(V) |

### Dimensiones altas
Supóngase que R es fijo. Entonces, el volumen de una n-bola de radio R se aproxima a cero cuando n tiende a infinito. Esto se puede demostrar usando la fórmula de recursión de dos dimensiones. En cada paso, el nuevo factor por el que se multiplica el volumen es proporcional a 1 / n, donde la constante de proporcionalidad 2πR2 es independiente de n. Finalmente, n es tan grande que el nuevo factor es menor que 1. A partir de ese momento, el volumen de una n-bola debe disminuir al menos geométricamente y, por lo tanto, tiende a cero. Una variante de esta prueba utiliza la fórmula de recursión unidimensional. Aquí, el nuevo factor es proporcional a un cociente de funciones gamma. La desigualdad de Gautschi limita este cociente a n−1/2 como cota superior. El argumento concluye como antes demostrando que los volúmenes disminuyen al menos geométricamente.
Se puede obtener una descripción más precisa del comportamiento en dimensiones altas del volumen utilizando la fórmula de Stirling. Implica el análisis asintótico:
{\displaystyle V_{n}(R)\sim {\frac {1}{\sqrt {n\pi }}}\left({\frac {2\pi e}{n}}\right)^{\frac {n}{2}}R^{n}.}
El error en esta aproximación es un factor de 1 + O(n−1). La aproximación de Stirling es, de hecho, una subestimación de la función gamma, por lo que la fórmula anterior es un límite superior. Esto proporciona otra prueba de que el volumen de una bola disminuye exponencialmente: cuando n es suficientemente grande, el factor R√2πe/n es menor que uno, por lo que se aplica el mismo argumento que antes.
Si en cambio V es fijo, mientras que n es grande, entonces, por la aproximación de Stirling nuevamente, el radio de una n-bola de volumen V es aproximadamente
{\displaystyle R_{n}(V)\sim (\pi n)^{\frac {1}{2n}}{\sqrt {\frac {n}{2\pi e}}}V^{\frac {1}{n}}.}
Esta expresión es un límite inferior para Rn(V), y el error es nuevamente un factor de 1 + O(n−1). A medida que n aumenta, Rn(V) crece a medida que {\displaystyle \Theta ({\sqrt {n}}).}

### Relación con el área de la superficie
Denótese como An(R) el área de la superficie de una n-esfera de radio R. La n-esfera es el límite de la (n + 1)-bola de radio R. La (n + 1) bola es una unión de esferas concéntricas y, en consecuencia, el área de la superficie y el volumen están relacionados por:
{\displaystyle A_{n}(R)={\frac {d}{dR}}V_{n+1}(R).}
La combinación de esta expresión con la fórmula explícita para el volumen de una (n + 1)-bola da
{\displaystyle A_{n}(R)={\frac {2\pi ^{\frac {n+1}{2}}}{\Gamma {\big (}{\frac {n+1}{2}}{\big )}}}R^{n}.}
Dado que el volumen es proporcional a la potencia del radio, la relación anterior conduce a una ecuación simple que relaciona el área de la superficie de una n-bola y el volumen de una (n + 1)-bola. Al aplicar la fórmula de recursión de dos dimensiones, también se obtiene una ecuación que relaciona el área de la superficie de una n-bola y el volumen de una (n − 1)-bola. Estas fórmulas, junto con el volumen y el área de la superficie de las bolas de dimensión cero, se pueden usar como un sistema de relaciones de recurrencia para los volúmenes y áreas de superficie de las bolas:
{\displaystyle {\begin{aligned}V_{0}(R)&=1,\\A_{0}(R)&=2,\\V_{n+1}(R)&={\frac {R}{n+1}}A_{n}(R),\\A_{n+1}(R)&=(2\pi R)V_{n}(R).\end{aligned}}}

### Dimensión que maximiza el volumen de una bola de radio fijo
Supóngase que R es un número real positivo fijo, y considérese el volumen Vn(R) como una función del entero positivo n que indica la dimensión. Dado que el volumen de una bola con radio positivo fijo tiende a cero cuando n → ∞, el volumen máximo se alcanza para algún valor de n. La dimensión en la que esto sucede depende del radio R.
Para encontrar el n para el cual se verifica el máximo, se interpola la función {\displaystyle n\mapsto V_{n}(R)} para todos los x > 0 reales, definiendo
{\displaystyle V(x,R)={\frac {\pi ^{\frac {x}{2}}}{\Gamma \left({\frac {x}{2}}+1\right)}}R^{x}.}
Cuando x no es un entero positivo, esta función no tiene una interpretación geométrica obvia. Sin embargo, es suave, por lo que las técnicas de cálculo se pueden utilizar para encontrar máximos.
Los valoes extremos de V(x, R) para R fijo pueden darse solo en los puntos críticos o en los límites x → 0+ y x → ∞. Debido a que el logaritmo está aumentando monótonamente, los puntos críticos de {\displaystyle V(x,R)} son los mismos que los de su logaritmo. La derivada de {\displaystyle \log V(x,R)} con respecto a x es
{\displaystyle {\frac {\partial }{\partial x}}{\big (}\log V(x,R){\big )}={\frac {\log \pi }{2}}+\log R-{\frac {1}{2}}\psi \left({\frac {x}{2}}+1\right),}
donde ψ es la función digamma, la derivada logarítmica de la función gamma. Los puntos críticos de V(x, R) por lo tanto se dan en las soluciones de
{\displaystyle \psi \left({\frac {x}{2}}+1\right)=\log \pi +2\log R.}
Debido a que la función gamma es logarítmicamente convexa en el eje real positivo, la función digamma está aumentando monótonamente allí, por lo que la ecuación anterior tiene como máximo una solución. Debido a que {\displaystyle \textstyle \lim _{x\to 0^{+}}\psi (x)=-\infty } y {\displaystyle \textstyle \lim _{x\to \infty }\psi (x)=+\infty }, hay al menos una solución real positiva. Por lo tanto, la ecuación anterior tiene una solución única. Denotando la solución por x0, se tiene que
{\displaystyle x_{0}=2\psi ^{-1}(\log \pi +2\log R)-2.}
La monotonicidad de la función digamma en el eje real positivo implica además que V(x, R) aumenta para todos los x < x0 y disminuye para todos los x > x0. Se deduce que x0 es el máximo único de V(x, R) y que el máximo de n ↦ Vn(R) está contenido en el conjunto {\displaystyle \{\lfloor x_{0}\rfloor ,\lceil x_{0}\rceil \}}. Si x0 es un número entero, entonces este conjunto tiene solo un elemento, y este elemento es el máximo único de V(x, R) y Vn(R). De lo contrario, el conjunto tiene dos elementos, y Vn(R) asume su máximo único en uno de los dos elementos del conjunto, o Vn(R) se maximiza en ambos elementos.
Se pueden obtener estimaciones más explícitas, aunque menos precisas, al delimitar la función digamma. Para y > 1, la función digamma satisface:
{\displaystyle \log \left(y-{\tfrac {1}{2}}\right)<\psi (y)<\log(y+e^{-\gamma }-1),}
donde γ es la constante de Euler-Mascheroni. Aplicando estos límites con los rendimientos y = x02 + 1
{\displaystyle \log \left({\tfrac {x_{0}}{2}}+{\tfrac {1}{2}}\right)<\psi \left({\tfrac {x_{0}}{2}}+1\right)=\log \pi +2\log R<\log \left({\tfrac {x_{0}}{2}}+e^{-\gamma }\right),}
de donde
{\displaystyle 2\pi R^{2}-2e^{-\gamma }<x_{0}<2\pi R^{2}-1.}
Por lo tanto, se alcanza el máximo de Vn(R) para algún n entero tal que
{\displaystyle \lfloor 2\pi R^{2}-2e^{-\gamma }\rfloor \leq n\leq \lceil 2\pi R^{2}-1\rceil .}
Para encontrar el máximo de Vn(R), es suficiente maximizarlo en todos los n en este intervalo. Debido a {\displaystyle |2e^{-\gamma }-1|<0.2}, este intervalo contiene como máximo tres enteros y, a menudo, solo dos.
Por ejemplo, cuando R = 1, estos límites implican que se alcanza el volumen máximo para algunos n para los cuales ⌊5.08⌋ ≤ n ≤ ⌈5.28⌉, es decir, para n = 5 o n = 6. Un examen de la tabla anterior muestra que se logra en el límite inferior, en la dimensión n = 5. Cuando R = 1.1, los límites son ⌊6.48⌋ ≤ n ≤ ⌈6.60⌉, y el máximo se alcanza en el límite superior, es decir, cuando n = 7. Finalmente, si {\displaystyle R=\exp(11/12-\gamma /2)/{\sqrt {\pi }}\approx 1.057}, entonces los límites son ⌊5.90⌋ ≤ n ≤ ⌈6.02⌉, por lo que el intervalo de n posible contiene tres enteros, y el máximo de Vn(R) y V(x, R) se alcanza en el entero x0 = 6.

## Demostraciones
Hay muchas demostraciones de las fórmulas anteriores.

### El volumen es proporcional a la potenciandel radio
Un paso importante en varias pruebas sobre volúmenes de n-bolas, y un hecho generalmente útil además, es que el volumen de la bola n de radio R es proporcional a Rn:
{\displaystyle V_{n}(R)\propto R^{n}.}
La constante de proporcionalidad es el volumen de la bola unidad.
Este es un caso especial de un hecho general sobre los volúmenes en el espacio n-dimensional: si K
es un cuerpo (conjunto medible) en ese espacio y RK es el cuerpo obtenido al expandirlo en todas las direcciones por el factor R, entonces el volumen de RK es igual a Rn multiplicado por el volumen de K. Esta es una consecuencia directa del cambio de variables en las fórmulas:
{\displaystyle V(RK)=\int _{RK}dx=\int _{K}R^{n}\,dy=R^{n}V(K)}
donde se realizó dx = dx1…dxn y la sustitución x = Ry.
Otra prueba de la relación anterior, que evita la integración multidimensional, utiliza la inducción: el caso base es n = 0, donde la proporcionalidad es obvia. Para el caso inductivo, supóngase que la proporcionalidad es verdadera en la dimensión n − 1. Téngase en cuenta que la intersección de una n-bola con un hiperplano es una (n − 1)-bola. Cuando el volumen de la n-bola se escribe como una integral de los volúmenes de las (n − 1)-bolas:
{\displaystyle V_{n}(R)=\int _{-R}^{R}V_{n-1}\left({\sqrt {R^{2}-x^{2}}}\right)\,dx,}
Es posible por la suposición inductiva eliminar un factor de R del radio de la bola (n − 1) para obtener:
{\displaystyle V_{n}(R)=R^{n-1}\int _{-R}^{R}V_{n-1}\left({\sqrt {1-\left({\frac {x}{R}}\right)^{2}}}\right)\,dx.}
Hacer el cambio de variables t = xR conduce a:
{\displaystyle V_{n}(R)=R^{n}\int _{-1}^{1}V_{n-1}\left({\sqrt {1-t^{2}}}\right)\,dt=R^{n}V_{n}(1),}
que demuestra la relación de proporcionalidad en la dimensión n. Por inducción, la relación de proporcionalidad es verdadera en todas las dimensiones.

### Fórmula de recursión bidimensional
Se puede proporcionar una prueba de la fórmula de recursión que relaciona el volumen de la n-bola y de una (n − 2)-bola utilizando la fórmula de proporcionalidad anterior y la integración en coordenadas cilíndricas. Disponiendo un plano a través del centro de la bola, r denota la distancia entre un punto en el plano y el centro de la esfera, y θ denota el acimut. La intersección de la n-bola con el plano (n − 2)-dimensional definido mediante la fijación de un radio y un acimut da una (n − 2)-bola de radio √R2 − r2. Por lo tanto, el volumen de la bola puede escribirse como una integral iterada de los volúmenes de las (n − 2)-bolas sobre los posibles radios y acimutes:
{\displaystyle V_{n}(R)=\int _{0}^{2\pi }\int _{0}^{R}V_{n-2}\left({\sqrt {R^{2}-r^{2}}}\right)\,r\,dr\,d\theta ,}
La coordenada azimutal se puede integrar de inmediato. La aplicación de la relación de proporcionalidad muestra que el volumen es igual a:
{\displaystyle V_{n}(R)=2\pi V_{n-2}(R)\int _{0}^{R}\left(1-\left({\frac {r}{R}}\right)^{2}\right)^{\frac {n-2}{2}}\,r\,dr.}
La integral se puede evaluar haciendo la sustitución u = 1 − (rR)2
 para obtener:
{\displaystyle {\begin{aligned}V_{n}(R)&=2\pi V_{n-2}(R)\cdot \left[-{\frac {R^{2}}{n}}\left(1-\left({\frac {r}{R}}\right)^{2}\right)^{\frac {n}{2}}\right]_{r=0}^{r=R}\\&={\frac {2\pi R^{2}}{n}}V_{n-2}(R),\end{aligned}}}
que es la fórmula de recursión en dos dimensiones.
Se puede usar la misma técnica para proporcionar una prueba inductiva de la fórmula del volumen. Los casos base de la inducción son la 0-bola y la 1-bola, que pueden verificarse directamente utilizando los hechos de que Γ(1) = 1 y Γ(32) = 12 · Γ(12) = √π2. El paso inductivo es similar al anterior, pero en lugar de aplicar la proporcionalidad a los volúmenes de las (n − 2)-bolas, se aplica el supuesto inductivo.

### Fórmula de recursión unidimensional
La relación de proporcionalidad también se puede usar para probar la fórmula de recursión que relaciona los volúmenes de una n-bola y de una (n − 1)-bola. Como en la prueba de la fórmula de proporcionalidad, el volumen de una  n-bola se puede escribir como una integral sobre los volúmenes de las (n − 1)-bolas. Sin embargo, en lugar de hacer una sustitución, la relación de proporcionalidad se puede aplicar a los volúmenes de las (n − 1)-bolas en el integrando:
{\displaystyle V_{n}(R)=V_{n-1}(R)\int _{-R}^{R}\left(1-\left({\frac {x}{R}}\right)^{2}\right)^{\frac {n-1}{2}}\,dx.}
El integrando es una función par, por lo que, por simetría, el intervalo de integración puede restringirse a [0, R]. En el intervalo [0, R], es posible aplicar la sustitución u = (xR)2
. Esto transforma la expresión en:
{\displaystyle V_{n-1}(R)\cdot R\cdot \int _{0}^{1}(1-u)^{\frac {n-1}{2}}u^{-{\frac {1}{2}}}\,du}
La integral es un valor de una función especial conocida llamada función beta Β(x,y), y el volumen en términos de la función beta es:
{\displaystyle V_{n}(R)=V_{n-1}(R)\cdot R\cdot \mathrm {B} \left({\tfrac {n+1}{2}},{\tfrac {1}{2}}\right).}
La función beta se puede expresar en términos de la función gamma de la misma manera que los factoriales están relacionados con el coeficiente binomial. Aplicar esta relación da:
{\displaystyle V_{n}(R)=V_{n-1}(R)\cdot R\cdot {\frac {\Gamma \left({\frac {n+1}{2}}\right)\Gamma \left({\frac {1}{2}}\right)}{\Gamma \left({\frac {n}{2}}+1\right)}}.}
El uso del valor Γ(12) = √π proporciona la fórmula de recursión unidimensional:
{\displaystyle V_{n}(R)=R{\sqrt {\pi }}{\frac {\Gamma \left({\frac {n+1}{2}}\right)}{\Gamma \left({\frac {n}{2}}+1\right)}}V_{n-1}(R).}
Al igual que con la fórmula recursiva de dos dimensiones, se puede utilizar la misma técnica para proporcionar una prueba inductiva de la fórmula del volumen.

### Integración directa en coordenadas esféricas
El volumen del n-ball {\displaystyle V_{n}(R)} puede calcularse integrando el elemento de volumen en spherical coordinates. El sistema de coordenadas esféricas tiene una coordenada radial r y coordenadas angulares φ1, …, φn − 1, donde el dominio de cada φ excepto φn − 1 es [0, π), y el dominio de φn − 1 es [0, 2π). El elemento de volumen esférico es:
{\displaystyle dV=r^{n-1}\sin ^{n-2}(\varphi _{1})\sin ^{n-3}(\varphi _{2})\cdots \sin(\varphi _{n-2})\,dr\,d\varphi _{1}\,d\varphi _{2}\cdots d\varphi _{n-1},}
y el volumen es la integral de esta cantidad sobre r entre 0 y R y todos los ángulos posibles:
{\displaystyle V_{n}(R)=\int _{0}^{R}\int _{0}^{\pi }\cdots \int _{0}^{2\pi }r^{n-1}\sin ^{n-2}(\varphi _{1})\cdots \sin(\varphi _{n-2})\,d\varphi _{n-1}\cdots d\varphi _{1}\,dr.}
Cada uno de los factores en el integrando depende de una sola variable y, por lo tanto, la integral iterada se puede escribir como un producto de integrales:
{\displaystyle V_{n}(R)=\left(\int _{0}^{R}r^{n-1}\,dr\right)\left(\int _{0}^{\pi }\sin ^{n-2}(\varphi _{1})\,d\varphi _{1}\right)\cdots \left(\int _{0}^{2\pi }d\varphi _{n-1}\right).}
La integral sobre el radio es Rnn. Los intervalos de integración en las coordenadas angulares pueden, por simetría, cambiarse a [0, π2]:
{\displaystyle V_{n}(R)={\frac {R^{n}}{n}}\left(2\int _{0}^{\frac {\pi }{2}}\sin ^{n-2}(\varphi _{1})\,d\varphi _{1}\right)\cdots \left(4\int _{0}^{\frac {\pi }{2}}d\varphi _{n-1}\right).}
Cada una de las integrales restantes ahora es un valor particular de la función beta:
{\displaystyle V_{n}(R)={\frac {R^{n}}{n}}\mathrm {B} \left({\frac {n-1}{2}},{\frac {1}{2}}\right)\mathrm {B} \left({\frac {n-2}{2}},{\frac {1}{2}}\right)\cdots \mathrm {B} \left(1,{\frac {1}{2}}\right)\cdot 2\mathrm {B} \left({\frac {1}{2}},{\frac {1}{2}}\right).}
Las funciones beta se pueden reescribir en términos de funciones gamma:
{\displaystyle V_{n}(R)={\frac {R^{n}}{n}}{\frac {\Gamma \left({\frac {n-1}{2}}\right)\Gamma \left({\frac {1}{2}}\right)}{\Gamma \left({\frac {n}{2}}\right)}}{\frac {\Gamma \left({\frac {n-2}{2}}\right)\Gamma \left({\frac {1}{2}}\right)}{\Gamma \left({\frac {n-1}{2}}\right)}}\cdots {\frac {\Gamma \left(1\right)\Gamma \left({\frac {1}{2}}\right)}{\Gamma \left({\frac {3}{2}}\right)}}\cdot 2{\frac {\Gamma \left({\frac {1}{2}}\right)\Gamma \left({\frac {1}{2}}\right)}{\Gamma \left(1\right)}}.}
Esta expresión es un producto telescópico. Combinando esto con los valores Γ(12) = √π y Γ(1) = 1 y con la ecuación funcional zΓ(z) = Γ(z + 1) conduce a:
{\displaystyle V_{n}(R)={\frac {2\pi ^{\frac {n}{2}}R^{n}}{n\Gamma \left({\frac {n}{2}}\right)}}={\frac {\pi ^{\frac {n}{2}}R^{n}}{\Gamma \left({\frac {n}{2}}+1\right)}}.}

### Integrales gaussianas
La fórmula del volumen se puede probar directamente usando integrales de Gauss. Considérese la función:
{\displaystyle f(x_{1},\ldots ,x_{n})=\exp \left(-{\tfrac {1}{2}}\sum _{i=1}^{n}x_{i}^{2}\right).}
Esta función es rotacionalmente invariante y producto de funciones de una variable cada una. Usando el hecho de que es un producto y la fórmula para la integral gaussiana da:
{\displaystyle \int _{\mathbf {R} ^{n}}f\,dV=\prod _{i=1}^{n}\left(\int _{-\infty }^{\infty }\exp \left(-{\tfrac {1}{2}}x_{i}^{2}\right)\,dx_{i}\right)=(2\pi )^{\frac {n}{2}},}
donde dV es el elemento de volumen n-dimensional. Usando la invariancia rotacional, la misma integral se puede calcular en coordenadas esféricas:
{\displaystyle \int _{\mathbf {R} ^{n}}f\,dV=\int _{0}^{\infty }\int _{S^{n-1}(r)}\exp \left(-{\tfrac {1}{2}}r^{2}\right)\,dA\,dr,}
donde Sn − 1(r) es una (n − 1)-esfera de radio r y dA es el elemento de área (equivalentemente, el elemento de volumen (n − 1)-dimensional). El área de la superficie de la esfera satisface una ecuación de proporcionalidad similar a la del volumen de una bola: si An − 1(r) es el área de superficie de una esfera (n − 1) de radio r, entonces:
{\displaystyle A_{n-1}(r)=r^{n-1}A_{n-1}(1).}
Aplicando esto a la integral anterior da la expresión:
{\displaystyle A_{n-1}(1)\int _{0}^{\infty }\exp \left(-{\tfrac {1}{2}}r^{2}\right)\,r^{n-1}\,dr.}
Al sustituir t = r22, la expresión se transforma en:
{\displaystyle A_{n-1}(1)2^{\frac {n-2}{2}}\int _{0}^{\infty }e^{-t}t^{\frac {n-2}{2}}\,dt.}
Esta es la función gamma evaluada en n2.
La combinación de las dos integraciones muestra que:
{\displaystyle A_{n-1}(1)={\frac {2\pi ^{\frac {n}{2}}}{\Gamma \left({\frac {n}{2}}\right)}}.}
Para deducir el volumen de una  n-bola de radio R a partir de esta fórmula, se integra el área de la superficie de una esfera de radio r para 0 ≤ r ≤ R y se aplica la ecuación funcional zΓ(z) = Γ(z + 1):
{\displaystyle V_{n}(R)=\int _{0}^{R}{\frac {2\pi ^{\frac {n}{2}}}{\Gamma \left({\frac {n}{2}}\right)}}\,r^{n-1}\,dr={\frac {2\pi ^{\frac {n}{2}}}{n\Gamma \left({\frac {n}{2}}\right)}}R^{n}={\frac {\pi ^{\frac {n}{2}}}{\Gamma \left({\frac {n}{2}}+1\right)}}R^{n}.}

### Demostración geométrica
Las relaciones {\textstyle V_{n+1}(R)={\frac {R}{n+1}}A_{n}(R)} y {\displaystyle A_{n+1}(R)=(2\pi R)V_{n}(R)} y, por lo tanto, los volúmenes de n-bolas y las áreas de n-esferas también se pueden deducir geométricamente. Como se señaló anteriormente, debido a que una bola de radio {\displaystyle R} se obtiene de una bola unitaria {\displaystyle B_{n}} reescalando todas las direcciones por {\displaystyle R}, {\displaystyle V_{n}(R)} es proporcional a {\displaystyle R^{n}}, lo que implica que {\textstyle {\frac {dV_{n}(R)}{dR}}={\frac {n}{R}}V_{n}(R)}. Además, {\textstyle A_{n-1}(R)={\frac {dV_{n}(R)}{dR}}} porque una bola es una unión de esferas concéntricas y el radio creciente en  ε  corresponde a una carcasa de espesor  ε . Por lo tanto, {\textstyle V_{n}(R)={\frac {R}{n}}A_{n-1}(R)}; equivalentemente, {\textstyle V_{n+1}(R)={\frac {R}{n+1}}A_{n}(R)}.
{\displaystyle A_{n+1}(R)=(2\pi R)V_{n}(R)} se deduce de la existencia de una biyección que preserva el volumen entre la esfera unidad {\displaystyle S_{n+1}} y {\displaystyle S_{1}\times B_{n}}:
{\displaystyle (x,y,{\vec {z}})\rightarrow \left({\frac {x}{\sqrt {x^{2}+y^{2}}}},{\frac {y}{\sqrt {x^{2}+y^{2}}}},{\vec {z}}\right)}
({\displaystyle {\vec {z}}} es una n-tupla; {\displaystyle |(x,y,{\vec {z}})|=1}; se ignoran los conjuntos de medida 0). El volumen se conserva porque en cada punto, la diferencia con isometría es un estiramiento en el plano xy ({\textstyle 1/{\sqrt {x^{2}+y^{2}}}} veces en la dirección de {\displaystyle x^{2}+y^{2}} constante) que coincide exactamente con la compresión en la dirección del gradiente de {\displaystyle |{\vec {z}}|} en {\displaystyle S_{n}} (los ángulos relevantes son iguales). Para {\displaystyle S_{2}}, Arquímedes utilizó originalmente un argumento similar en su obra Sobre la Esfera y el Cilindro.

## Bolas en las normasLp
También hay expresiones explícitas para los volúmenes de bolas en normas Lp. La norma Lp del vector x = (x1, …, xn) en Rn es:
{\displaystyle \left(\sum _{i=1}^{n}|x_{i}|^{p}\right)^{\frac {1}{p}},}
y una Lp-bola es el conjunto de todos los vectores cuya norma Lp es menor o igual a un número fijo llamado radio de la bola. El caso p = 2 es la función de distancia euclidiana estándar, pero otros valores de p se presentan en diversos contextos, como en la teoría de la información, la teoría de códigos y en la regularización dimensional.
El volumen de una Lp-bola de radio R es:
{\displaystyle V_{n}^{p}(R)={\frac {\left(2\Gamma \left({\frac {1}{p}}+1\right)R\right)^{n}}{\Gamma \left({\frac {n}{p}}+1\right)}}.}
Estos volúmenes satisfacen una relación de recurrencia similar a la recurrencia de una dimensión para p = 2:
{\displaystyle V_{n}^{p}(R)=\left(2\Gamma \left({\tfrac {1}{p}}+1\right)R\right){\frac {\Gamma \left({\frac {n-1}{p}}+1\right)}{\Gamma \left({\frac {n}{p}}+1\right)}}V_{n-1}^{p}(R).}
Para p = 2, se recupera la recurrencia del volumen de una bola euclidiana porque 2Γ(32) = √π.
Por ejemplo, en los casos p = 1 (la geometría del taxista) y p = ∞ (la norma del supremo), los volúmenes son:
{\displaystyle {\begin{aligned}V_{n}^{1}(R)&={\frac {2^{n}}{n!}}R^{n},\\V_{n}^{\infty }(R)&=(2R)^{n}.\end{aligned}}}
Estos concuerdan con los cálculos elementales de los volúmenes de politopo de cruce y hipercubo.

### Relación con el área de la superficie
Para la mayoría de los valores de p, el área de la superficie {\displaystyle A_{n}^{p}(R)}, de una Lp-esfera de radio R (el límite de una Lp-bola de radio R) no puede calcularse diferenciando el volumen de una Lp-bola con respecto a su radio. Si bien el volumen se puede expresar como una integral sobre el área de la superficie utilizando la fórmula del coárea, la fórmula del área contiene un factor de corrección que explica cómo la norma p varía de un punto a otro. Para p = 2 y p = ∞, este factor es uno. Sin embargo, si p = 1, entonces el factor de corrección es √n: el área de la superficie de una L1-esfera de radio R en Rn es √n multiplicado por la derivada del volumen de una L1-bola. Esto se puede ver simplemente aplicando el teorema de la divergencia al campo vectorial F(x) = x para obtener
{\displaystyle nV_{n}^{1}(R)=} {\displaystyle \iiint _{V}\left(\mathbf {\nabla } \cdot \mathbf {F} \right)\,dV=} {\displaystyle \scriptstyle S} {\displaystyle (\mathbf {F} \cdot \mathbf {n} )\,dS} {\displaystyle =} {\displaystyle \scriptstyle S} {\displaystyle {\frac {1}{\sqrt {n}}}(|x_{1}|+\ cdots+|x_{n}|)\,dS} {\displaystyle ={\frac {R}{\sqrt {n}}}} {\displaystyle \scriptstyle S} {\displaystyle \,dS} {\displaystyle ={\frac {R}{\sqrt {n}}}A_{n}^{1}(R)}.
Para otros valores de p, la constante es una integral muy complicada.

### Generalizaciones
La fórmula del volumen puede generalizarse aún más. Para números reales positivos p1, …, pn, defina la unidad de bola (p1, …, pn) como:
{\displaystyle B_{p_{1},\ldots ,p_{n}}=\left\{x=(x_{1},\ldots ,x_{n})\in \mathbf {R} ^{n}:\vert x_{1}\vert ^{p_{1}}+\cdots +\vert x_{n}\vert ^{p_{n}}\leq 1\right\}.}
El volumen de esta bola se conoce desde la época de Dirichlet:
{\displaystyle V(B_{p_{1},\ldots ,p_{n}})=2^{n}{\frac {\Gamma \left(1+{\frac {1}{p_{1}}}\right)\cdots \Gamma \left(1+{\frac {1}{p_{n}}}\right)}{\Gamma \left(1+{\frac {1}{p_{1}}}+\cdots +{\frac {1}{p_{n}}}\right)}}.}